# Garbage collection
In de informatica is garbage collection (Engels voor "afvalinzameling"), afgekort GC,  een vorm van automatisch geheugenbeheer. De garbage collector probeert geheugen vrij te geven dat in gebruik is door objecten die niet meer door de applicatie aangeroepen zullen worden. Garbage collection werd rond 1959 uitgevonden door John McCarthy om de problemen van handmatig geheugenbeheer op te lossen in de door hem net ontwikkelde programmeertaal Lisp.
Veel programmeertalen (bijvoorbeeld Java) kennen een vorm van garbage collection, als onderdeel van de specificatie van de taal of voor de praktische implementatie ervan (formele talen als lambdacalculus bijvoorbeeld). Zulke programmeertalen worden aangeduid als garbage-collected talen. Java en C# zijn talen met een garbage collector. In objectgeoriënteerde talen zonder garbage collector (bijvoorbeeld C++) is het de taak van de ontwikkelaar om er voor te zorgen dat elk aangemaakt object ook weer wordt vernietigd. 
Het principe van een garbage collector is als volgt:
1. Bepaal welke data-objecten in een programma niet meer benaderd zullen worden.
2. Geef het geheugen vrij dat door deze objecten gebruikt wordt.

Het is in zijn algemeenheid onmogelijk om het moment te bepalen waarop een object voor het laatst gebruikt wordt. Daarom gebruikt een garbage collector een conservatieve inschatting om te bepalen of een object in de toekomst niet meer gebruikt kan worden. Bijvoorbeeld: als er geen enkele referentie meer is naar een bepaald object dan kan er ook nooit meer zo'n referentie tot stand komen. Dit is het criterium dat door de meeste garbage collectors gebruikt wordt.

## Reference-counting
Een primitievere variant op garbage-collection is reference-counting. Hierbij wordt het aantal verwijzingen naar een object met een teller bijgehouden. Zodra de teller op nul staat wordt het betreffende object opgeruimd. Het heeft de naam trager te zijn dan echte garbage-collection. Dit komt vooral omdat het niet in de achtergrond gebeurt, terwijl het 'deleten' van een omvangrijke boom van objecten wel even kan duren. In Microsofts Visual Basic tot en met versie 6 was dit de manier waarop met objectreferenties omgegaan werd.